# Viola alliariifolia
Viola alliariifolia är en violväxtart som beskrevs av Takenoshin Nakai. Viola alliariifolia ingår i släktet violer, och familjen violväxter. Inga underarter finns listade i Catalogue of Life.